# Пфингстен, Адольф Фердинандович
Адольф Фердинандович Пфингстен (1867—1914) — полковник, герой Первой мировой войны.

## Биография
Родился 25 декабря 1867 года. Начальное образование получил во 2-м Санкт-Петербургском кадетском корпусе, по окончании которого 1 сентября 1886 года был принят в 1-е военное Павловское училище.
Выпущен 9 августа 1888 года подпоручиком в 4-ю артиллерийскую бригаду. Далее он служил в 24-й артиллерийской бригаде и 1-й Восточно-Сибирской стрелковой артиллерийской бригаде и последовательно получил чины поручика (7 августа 1891 года), штабс-капитана (28 июля 1896 года) и капитана (28 июля 1900 года).
В 1900 году Пфингстен успешно сдал вступительные экзамены в Николаевскую академию Генерального штаба, которую окончил в 1902 году по 1-му разряду. По окончании академии находился на лагерном сборе в Виленском военном округе, а с 27 октября 1902 года по 16 февраля 1904 года для прохождения служебного ценза командовал ротой в 8-м гренадерском Московском полку.
С началом русско-японской войны Пфингстен отправился на Дальний Восток, где 3 апреля 1904 года был назначен обер-офицером для особых поручений при штабе 2-го Сибирского армейского корпуса, а с 25 апреля был обер-офицером для поручений при управлении генерал-квартирмейстера Маньчжурской армии, дополнительно к этой должности он с 24 ноября был обер-офицером для делопроизводства и поручений управления генерал-квартирмейстера штаба Главнокомандующего на Дальнем Востоке. Принимал участие в военных действиях против Японии и 6 декабря 1904 года за боевые отличия был произведён в подполковники.
По окончании русско-японской войны Пфингстен 11 апреля 1906 года был назначен штаб-офицером для особых поручений при штабе 8-го армейского корпуса, цензовое командование батальоном отбывал с 20 мая по 17 сентября 1908 года в 60-м пехотном Замосцком полку, причём 20 июня формально был назначен начальником штаба Кубанской пластунской бригады. 6 декабря того же года произведён в полковники.
31 марта 1914 года Пфингстен был назначен начальником штаба 22-й пехотной дивизии. С начала Первой мировой войны сражался в Восточной Пруссии и Польше. Осенью был назначен командиром 96-го пехотного Омского полка, однако вступить в должность не успел, поскольку 9 ноября был убит в бою у деревни Феликсен под Лодзью.
Высочайшим приказом от 11 марта 1915 года полковник Пфингстен был посмертно награждён Георгиевским оружием
За то, что в боях с 30 сент. по 6 окт. 1914 г. и в боях с германскими арьергардами с 7 по 14 окт. 1914 г., с выдающимся успехом, исполняя должность начальника штаба 22-й пехотной дивизии, неоднократно подвергая свою жизнь опасности, верной оценкой обстановки содействовал начальнику дивизии в достижении целей, поставленных дивизии.
Тем же приказом он был удостоен ордена св. Георгия 4-й степени
За то, что в период Лодзинских боёв, будучи начальником штаба 22-й пех. див., выполнил ряд боевых поручений по восстановлению порядка на боевых участках, атакуемых неприятелем, принимая ряд мер по собственной инициативе и личным мужеством удержал войска на занятых позициях. В одном из таких боёв и был убит.

## Награды
- Орден Святого Станислава 3-й степени (1894 год, мечи и бант к этому ордену пожалованы в 1907 году)
- Орден Святого Станислава 2-й степени с мечами (1904 год)
- Орден Святой Анны 2-й степени с мечами (1905 год)
- Орден Святого Владимира 4-й степени с мечами и бантом (1906 год)
- Орден Святого Владимира 3-й степени (6 мая 1912 года)
- Георгиевское оружие (11 марта 1915 года)
- Орден Святого Георгия 4-й степени (11 марта 1915 года)